# Phyllanthus engleri
Phyllanthus engleri är en emblikaväxtart som beskrevs av Ferdinand Albin Pax. Phyllanthus engleri ingår i släktet Phyllanthus och familjen emblikaväxter. Inga underarter finns listade i Catalogue of Life.